# Демазьер, Жан Батист Анри Жозеф
Жан Батист Анри Жозеф Демазьер (фр. Jean Baptiste Henri Joseph Desmazières; 1786—1862) — французский предприниматель, ботаник и миколог.

## Биография
Жан Батист Анри Жозеф Демазьер родился 10 июля 1786 года в городе Лилль на севере Франции. С детства интересовался ботаникой, выращивал растения. В 1812 году Демазьер издал книгу Agrostographie, посвящённую злаковым растениям севера Франции. Демазьер был одним из известнейших специалистов по тайнобрачным растениям начала и середины XIX века. Он был одним из редакторов журналов Annales des sciences naturelles и Bulletin de la société des sciences de Lille. С 1825 по 1851 Демазьер издавал важную серию гербарных образцов, сопровождаемых описаниями. Демазьер был знаком со многими известными ботаниками, в том числе с Т. К. Простом, Ж. Б. Мужо, Ж. Л. М. Кастанем, Ж. П. Гепеном, К. Монтанем, М. Робержем, Л. А. де Бребиссоном, Р. Ленорманом, Л. С. В. де Лакруа и В. Нюландером. Демазьер был членом Французской академии наук. Жан Батист Демазьер скончался 23 июня 1862 года в коммуне Ламберсар неподалёку от Лилля.

## Некоторые работы
- Desmazières, J.B.H.J. (1812). Agrostographie des départemens du Nord de la France. 179 p.
- Desmazières, J.B.H.J. (1823). Catalogue des plantes omises dans la botanographie Belgique et dans les flores du Nord de la France. 107 p.
- Desmazières, J.B.H.J. (1825—1851). Plantes cryptogames du Nord de la France. 22 fasc.
- Desmazières, J.B.H.J. (1826). Observations botaniques et zoologiques. 52 p.

## Роды, названные в честь Ж. Б. А. Ж. Демазьера
- Desmazeria Dumort., 1822
- Desmazierella Lib., 1829
- Desmazieria Mont., 1852 [syn.  Ramalina Ach., 1810]